# Prudent Beaudry

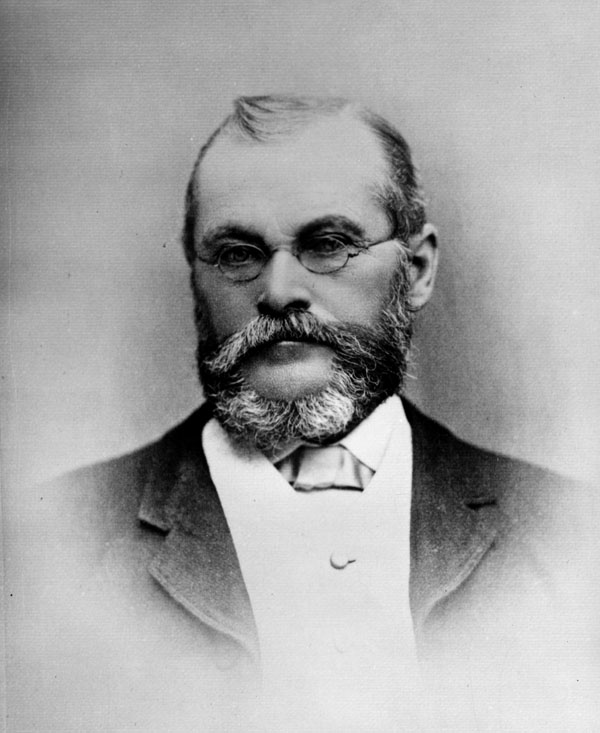
Prudent Beaudry

Prudent Beaudry (* 24. Juli 1816 in Mascouche, Niederkanada; † 6. Oktober 1893 in Los Angeles, Kalifornien) war ein US-amerikanischer Politiker kanadischer Herkunft. Zwischen 1874 und 1876 war er Bürgermeister der Stadt Los Angeles.

## Werdegang
Prudent Beaudry entstammte einer reichen kanadischen Familie mit französischer Herkunft. Er studierte in Montreal und New York City und kehrte dann nach Kanada zurück. Nach den Rebellionen von 1837 verließ er das Land und ging in die Vereinigten Staaten, wo er für den Anschluss Kanadas an die USA eintrat. Um das Jahr 1840 herum ließ er sich vorübergehend in New Orleans nieder, wo er im Handel arbeitete. Im Jahr 1842 zog er nach Montreal, wo er zusammen mit seinen Brüdern eine Import-Export-Firma betrieb. Dabei war er oft beruflich in Europa unterwegs. Um das Jahr 1850 ging er während des Goldrauschs zusammen mit seinem Bruder Victor nach San Francisco. Seinen Anteil am Unternehmen in Montreal verkaufte er an seine anderen Brüder.
In San Francisco führte er ein Geschäft zur Versorgung der Goldsucher. Das Geschäft wurde durch zwei Brände zerstört und 1853 zog er erstmals nach Los Angeles. Dort blieb er zunächst nur kurz. Er ging für einige Zeit zu einem Augenarzt nach Paris, um ein Augenleiden zu kurieren. Dann lebte er fünf Jahre lang erneut in Montreal. Im Jahr 1861 erhielt er einen lukrativen Auftrag zur Ausrüstung der Army of the Potomac während des Bürgerkrieges, den er von Los Angeles aus ausführte. In Los Angeles war er in verschiedenen Branchen tätig. Zeitweise erlitt er auch geschäftliche Rückschläge. Er war im Handel und in der Immobilienbranche engagiert und wurde einer der Direktoren der First National Bank in Los Angeles.
Beaudrys politische Parteizugehörigkeit ist nicht überliefert. Zwischen 1871 und 1873 saß er im Stadtrat. Im Jahr 1873 wurde er Präsident der gerade gegründeten Handelskammer von Los Angeles und 1874 wurde er zum Bürgermeister der Stadt gewählt. Dieses Amt bekleidete er zwischen dem 18. Dezember 1874 und dem 8. Dezember 1876. Bemerkenswert ist, dass sein Bruder Jean-Louis Beaudry etwa zur gleichen Zeit Bürgermeister von Montreal war. Als Bürgermeister ließ Prudent Beaudry die Straßen von Los Angeles pflastern und damit in einen besseren Zustand versetzen. Damals wurden auch neue Krankenhäuser geschaffen. Nach dem Ende seiner Zeit als Bürgermeister setzte Beaudry seine geschäftliche Laufbahn fort. Dabei erlitt er zwischenzeitlich wieder einige Rückschläge, als eine Partnerbank in Konkurs ging. Insgesamt hat er im Verlauf seines Lebens fünf Mal ein eigenes Vermögen aufgebaut und vier davon wieder verloren. Er starb am 6. Oktober 1893 in Los Angeles und wurde auf seinen Wunsch hin in Montreal beigesetzt.